# Fdalate
Fdalate (en àrab فضالة, Fḍāla; en amazic ⴼⴹⴰⵍⴰⵜ) és una comuna rural de la província de Benslimane, a la regió de Casablanca-Settat, al Marroc. Segons el cens de 2014 tenia una població total de 11.966 persones.